# Jukka Tiensuu
 (décembre 2021).
Si vous disposez d'ouvrages ou d'articles de référence ou si vous connaissez des sites web de qualité traitant du thème abordé ici, merci de compléter l'article en donnant les références utiles à sa vérifiabilité et en les liant à la section « Notes et références ».
Jukka Tiensuu (Helsinki, 30 août 1948) est un compositeur de musique contemporaine finlandais, également claveciniste, pianiste et chef d'orchestre.
Son répertoire en tant que musicien va de la musique baroque à John Cage et de l'improvisation libre et il a donné des classes de maître sur la pratique de l'interprétation de la musique baroque et de l'improvisation libre.
Il a aussi bien écrit de la musique électroacoustique que des œuvres pour ensemble de jazz, de la musique baroque ensemble, pour grand orchestre, pour ensemble ou instrument en solo, tels que le l'instrument finlandais, le kantele.
Les œuvres de Tiensuu ont été jouées, entre autres, par le Quatuor Arditti, Kari Kriikku, l'Ensemble Intercontemporain et Jukka-Pekka Saraste. Il a aussi travaillé à l'IRCAM.
Jukka Tiensuu a étudié à Fribourg, Helsinki et New York.